# Thoanteus ferrarii
Thoanteus ferrarii is een slakkensoort uit de familie van de Enidae. De wetenschappelijke naam van de soort is voor het eerst geldig gepubliceerd in 1994 door Hausdorf.